# Ninja Gaiden (игра, NES)
Ninja Gaiden (яп. 忍者龍剣伝 Ниндзя Рюкэндэн, «Легенда о ниндзя с мечом дракона») — японская компьютерная игра в жанре платформер, выпущенная в декабре 1988 года компанией Tecmo для приставки Nintendo Entertainment System. Разрабатывалась одновременно с одноимённой игрой в жанре beat 'em up, предназначенной для аркадных автоматов, хотя в действительности не имеет с ней почти ничего общего. В марте 1989 года состоялся релиз в Северной Америке, в сентябре 1991-го — в Европе, при этом европейская версия получила название Shadow Warriors. В 1992 году игру портировали под приставку PC Engine, в 1995-м — выпустили версию для Super Nintendo Entertainment System как часть компиляции Ninja Gaiden Trilogy. Были запланированы четыре отдельных эпизода для мобильных телефонов, хотя в конечном итоге появился только один из них, с 2007 года Ninja Gaiden доступен в сервисе Virtual Console.
История описывает приключения Рю Хаябусы, отправившегося в Америку, чтобы отомстить за убитого отца. Там он оказывается втянутым в противостояние с таинственным злодеем, известным как Жако, который, собираясь взять под контроль весь мир, пытается высвободить древнего демона. Геймплей во многом напоминает такие игры как Castlevania и Batman, игрок ведёт персонажа через шесть «актов», состоящих из 20 уровней; с помощью меча и различного вспомогательного оружия побеждает встречающихся на пути противников.
Ninja Gaiden удостоился положительных отзывов за детально проработанный сюжет и кинематографические сцены, отрисованные в стилистике аниме. Платформер вызвал большой общественный резонанс, активно освещался игровой прессой и получил несколько наград, однако критики отмечали чрезмерно высокую сложность, особенно на последних уровнях. Игра имеет множество продолжений, переосмыслений и спин-оффов — даже по прошествии многих лет после издания она часто фигурирует в исторических статьях, описывающих формирование игровой индустрии. По NES-версии написан целый роман авторства Сета Година и Питера Лерангиса, выпущен отдельный диск с музыкальным сопровождением. Часто Ninja Gaiden называют в числе лучших игр о ниндзя.

## Игровой процесс
Ninja Gaiden представляет собой классический двухмерный платформер с горизонтальной прокруткой, игрок управляет персонажем Рю Хаябусой, сражающимся с противниками в ходе шести так называемых «актов», которые в сумме составляют 20 отдельных уровней. Физическое состояние героя выражено шкалой жизней, убывающей каждый раз, когда тот сталкивается с врагом или получает ранение в результате выстрела. При полном истечении шкалы персонаж теряет одну «жизнь», к тому же исходу приводят истечение отведённого на прохождение уровня времени (150 секунд) и падение в пропасть. В случае потери последней жизни игра заканчивается проигрышем, при этом игрок имеет неограниченное количество продолжений, позволяющих возобновить игровой процесс с того же уровня. Почти все враги на уровнях умирают с одного удара, но бесконечно появляются вновь, если вернуться персонажем в их зону обитания. В конце каждого акта Рю сражается с боссом, сильным противником, имеющим собственную шкалу жизней. Герою противостоят члены «Коварной четвёрки», прихвостни главного антагониста повествования — Жако, победа над которым остаётся целью игры на протяжении большей части прохождения.

Второй уровень четвёртого акта, герой держит путь через подземелье

Важнейшим элементом геймплея является способность Рю прицепляться к вертикальным поверхностям и с силой отталкиваться от них в противоположную сторону. Если рядом расположены две стены, персонаж может забраться по ним сколь угодно высоко, кроме того, данный навык помогает преодолевать большие пропасти — выполнив прыжок, герой зацепляется сначала за край платформы, а потом уже с помощью такого отталкивания забирается на неё сверху. Также он с лёгкостью карабкается по стенам, которые снабжены лестницами.
В качестве основного оружия Рю использует меч дракона — катану, передаваемую по наследству реликвию клана Хаябуса. Помимо этого, он также может применять «вспомогательные» приёмы, запас которых ограничен «духовной силой»: бросок метательной звёздочки, возвращающейся назад подобно бумерангу; призыв огненных шаров, называемых здесь «техникой огненного колеса», и сальто в прыжке с одновременным рубящим ударом. В случае, когда шкала духовной силы слишком мала, герой не может пользоваться вспомогательными приёмами — для её пополнения необходимо собирать соответствующие предметы, появляющиеся после удара мечом по «призовым иконкам», развешенным на протяжении всех уровней. Среди прочих предметов — песочные часы, на пять секунд останавливающие все враждебные объекты; контейнер с бонусными очками; зелье, восстанавливающее шесть пунктов шкалы здоровья; «непреодолимое огненное колесо», на некоторое время делающее Рю неуязвимым для всех вражеских атак; одна жизнь.

## Сюжет
История начинается с поединка на мечах, в ходе которого один из дуэлянтов сражает другого. Вскоре после этого молодой Рю получает прощальное предсмертное письмо от отца, Кена Хаябусы, в котором тот просит сына поехать в Америку и разыскать археолога по имени Уолтер Смит. Едва пересёкшего океан героя выстрелом из газового пистолета усыпляет таинственная незнакомка — позже эта же девушка отдаёт ему зловещего вида статуэтку и помогает сбежать из плена неизвестных похитителей. Рю посещает Уолтера, престарелый учёный рассказывает о двух статуэтках, света и тьмы, которые вместе с Кеном когда-то обнаружил среди древних руин Амазонии. Также он упоминает легенду, по которой статуэтки являются вместилищем злого демона-пришельца, 700 лет назад побеждённого и запечатанного отважными синоби. Рю показывает археологу недавно полученную статуэтку тьмы, но в комнате внезапно появляется грабитель и вырывает её из рук персонажей, после чего пытается скрыться. Герой преследует и побеждает незваного гостя, однако по возвращении выясняется, что на дом Уолтера было совершено ещё одно нападение — похитили хранившуюся у него статуэтку света. Умирающий старик предостерегает о возможной катастрофе, если оба реликта окажутся в плохих руках. Сразу после смерти Уолтера в комнату заходят вооружённые пистолетами люди в чёрном и вынуждают Рю проследовать вместе с ними.
Незнакомцы оказываются агентами ЦРУ, в комнате допроса с героем говорит некто Фостер, глава специального разведывательного отдела. Фостер рассказывает о храме в чащобах амазонских лесов, построенном около 2000 лет назад. Уолтеру удалось найти этот храм, но, узнав о возможности высвобождения демона, археолог решил запечатать его, чтобы никто больше не раскрыл эту тайну. Несмотря на это, всё внимание агентов сосредоточено сейчас на человеке по имени Гуардиа де Мье, больше известном как Жако, который каким-то образом всё-таки смог попасть внутрь. После захвата обеих статуэток он планирует пробудить древнего демона и с его помощью получить власть над всем миром. Фостер приказывает Рю отправиться в храм и ликвидировать нарушителя мирового спокойствия. По прибытии персонаж выясняет, что злодей удерживает в заложницах девушку, недавно отдавшую ему статуэтку тьмы. Из-за угрозы расправы над ней герою приходится сложить оружие и отдать реликт, после чего он попадает в ловушку и оказывается в катакомбах.
Рю преодолевает тяжёлый и опасный путь от основания храма к самым вершинам и побеждает кровавого Мальта, про́клятого воина, являющегося правой рукой Жако. Перед смертью Мальт сообщает, что именно он сражался с отцом Рю на дуэли, и Кен на самом деле не погиб — встреча с ним ожидает протагониста в самом ближайшем будущем. Достигнув вершины храма, Рю действительно обнаруживает своего отца живым, тем не менее, тот находится под контролем зловещего изваяния. Герой разрушает выступающую из стены скульптуру, и Кен приходит в сознание. Радость встречи длится недолго — в покоях появляется сам Жако и мощным магическим ударом пытается убить Рю, но выстрел принимает на себя Кен и, получив тяжёлое ранение, спасает тем самым сына. Яростный поединок между Рю и Жако заканчивается смертью последнего, однако одновременно с этим происходит лунное затмение, и статуэтки превращаются в гигантских размеров демона. После победы над чудовищем храм начинает рушиться, Кен понимает, что его ранение не совместимо с жизнью, и просит сына спасать девушку. Эпилог начинается разговором между девушкой и Фостером, по спутниковой связи начальник приказывает ей убить Рю и забрать у него демонические статуэтки — она же, нарушая приказ, выбрасывает телефон. Спасённая называет спасителю своё имя — Ирэн Лью, и двое с вершины скалы наблюдают за восходящим солнцем.

## Разработка
«Легенда о ниндзя» разрабатывалась компанией Tecmo, ранее известной по таким сериям как Tecmo Bowl и Rygar, японская версия была выпущена в декабре 1988 года для приставки Nintendo Entertainment System (известной в Японии как Famicom). Примечательно, что одновременно с этим та же самая компания под тем же самым названием выпустила версию для аркадных автоматов в жанре beat 'em up — игры не являются портами друг друга, представляя собой независимые параллельные проекты, воплощённые разными командами разработчиков. Так как оригинальное название Ninja Ryukenden для англоговорящей аудитории было слишком труднопроизносимым, для западных релизов его сменили на Ninja Gaiden, хотя в первых рекламных заметках, опубликованных журналом Nintendo Fun Club News в начале 1988 года, для североамериканской версии использовалось название Dragon Ninja. Итоговое английское название, присвоенное игре буквально перед самым релизом в марте 1989 года, содержит в себе японское слово «гайдэн», характеризующее продукт как некую альтернативную историю чего-то другого — в действительности же она не является чьим-либо спин-оффом. Дизайнер Масато Като в интервью отмечал по этому поводу, что члены авторского состава пришли к решению применить это слово лишь потому, что оно «круче звучит». Европейскую версию планировали издать в сентябре 1990 года, однако из-за цензурных соображений релиз пришлось отложить на целый год. Понятие «ниндзя» в Европе жёстко табуировалось, поэтому название сменили на Shadow Warriors.
Разработкой обеих версий Ninja Gaiden, как аркадной, так и консольной, руководил геймдизайнер Хидэо Ёсидзава, упомянутый в финальных титрах под псевдонимом «Сакурадзаки». В отношении NES-версии он решил сохранить название, но изменить всё остальное, в частности поменять жанр с «избей их всех» на платформер, чтобы игра не получилась слишком похожей на конкурентный боевик Double Dragon. Если в аркадной версии персонаж сражался голыми руками, то здесь его вооружили катаной, сюрикэнами и техниками нимпо. Ёсидзава самостоятельно спланировал концепцию игры и написал сценарий, куда включил около 20 минут кинематографических сцен с диалогами героев. Именно он предложил оставить элемент геймплея, в случае проигрыша одному из трёх финальных боссов отбрасывающий игрока в самое начало шестого акта, который изначально был всего лишь программной ошибкой. Хидэо Ёсидзава разрабатывал также и две последующие игры серии: Ninja Gaiden II: The Dark Sword of Chaos (1990) и Ninja Gaiden III: The Ancient Ship of Doom (1991). Среди прочих известных авторов — дебютировавший здесь иллюстратор Масато Като — впоследствии перешёл в компанию Square, где прославился как сценарист ролевых игр.
Позже игра была портирована на некоторые другие платформы, в частности на PC Engine, Super Nintendo Entertainment System, Virtual Console и мобильные телефоны. Версию для PC Engine выпустила в 1992 году компания Hudson Soft эксклюзивно для Японии — сценарий, уровень сложности и геймплей подверглись корректировке, графика стала более красочной и детализированной. Ремейк для SNES появился в 1995 году в составе компиляции Ninja Gaiden Trilogy, куда также вошли вторая и третья части серии. Некоторые обозреватели отметили обновлённые графику и музыкальный ряд, тогда как другие сочли их устаревшими, неактуальными в сегодняшних реалиях. Так, обозреватели журнала Electronic Gaming Monthly сравнили Trilogy с гораздо более удачным ремейком восьмибитной игры Mega Man: The Wily Wars, назвав эту версию «топорным портом без каких-либо заметных улучшений во внешнем виде, звуке и управлении». В 2004 году разработчики добавили «Трилогию» в Ninja Gaiden для Xbox, где она присутствует в виде своеобразного пасхального яйца. Эта же версия в 2007 году была загружена в сервис Virtual Console, адаптирующий игру для приставки Wii, в 2009 году туда добавилась ещё и PC Engine-версия.

## Отзывы и критика
| Сводный рейтинг           | Сводный рейтинг                                                         |
| Агрегатор                 | Оценка                                                                  |
| ------------------------- | ----------------------------------------------------------------------- |
| GameRankings              | (NES) 86 %                                                              |
| MobyRank                  | (NES) 85/100                                                            |
| Иноязычные издания        |                                                                         |
| Издание                   | Оценка                                                                  |
| 1UP.com                   | B−                                                                      |
| AllGame                   | [ 34 ]                                                                  |
| GameSpot                  | 7,6/10                                                                  |
| IGN                       | 9,0/10                                                                  |
| Mean Machines             | 90/100                                                                  |
| GameStats                 | 8,3/10                                                                  |
| Награды                   |                                                                         |
| Издание                   | Награда                                                                 |
| Nintendo Power Awards '89 | - Сложнейшее испытание (Best Challenge) - Лучшая концовка (Best Ending) |
| Electronic Gaming Monthly | - Лучшая игра 1989 года (NES) - Лучшая концовка (все консоли)           |

Первый отклик о разрабатываемом платформере появился в журнале Nintendo Power, выпуске за январь — февраль 1989 года, редакторы издания отметили, что это «единственная за последнее время игра такого высокого качества», и предположили, что она, возможно, очень быстро доберётся до первого места «Опроса игроков». В превью также упоминалась способность Рю карабкаться по стенам и схожесть по этой причине с геймплеем Metroid. Официальная североамериканская презентация игры состоялась в январе на международной зимней выставке Consumer Electronics Show, проходившей в Лас-Вегасе. Пришедшие смогли ознакомиться с демонстрационной версией и сфотографироваться с актёром в костюме ниндзя.
В течение двух последующих лет игра активно освещалась обозревателями Nintendo Power, в частности, в выпуске за март — апрель 1989 года была помещена на обложку, тогда как следующий выпуск содержал небольшой комикс по мотивам. Оба выпуска включали детальное прохождение вплоть до пятого акта, ревью и обзор сюжета; из-за своей высокой сложности Ninja Gaiden нередко фигурировал в разделах с различными подсказками, секретами и полезными советами, а также в секции с ответами на вопросы игроков. В списке тридцати лучших игр, опубликованном в выпуске за июль — август, платформер дебютировал на третьей позиции, уступив лишь Zelda II: The Adventure of Link и Super Mario Bros. 2; в подобном списке следующего выпуска сохранил своё третье место. Будучи одной из лучших игр 1989 года, «Легенда о ниндзя» получила две награды Nintendo Power Awards, в таких категориях как «Сложнейшее испытание» и «Лучшая концовка», кроме того, номинировалась на «Лучшие графику и звук», «Лучшую музыкальную тему», «Лучшего персонажа» (Рю Хаябуса) и «Лучшую игру в целом». В одной из поздних статей журналом отмечались «красочность, детальность и динамичность кинематографических сцен». По мнению редакторов, эти сцены, выглядящие почти как настоящее кино, стали стандартом повествования в играх жанра экшн и нашли применение во многих будущих проектах других компаний.
Не меньшее внимание Ninja Gaiden уделяли и другие игровые печатные издания того времени. Так, журнал VideoGames & Computer Entertainment сравнил её с Castlevania, ещё одним удачным платформером для NES, добавив, что кинематографические сцены заставляют вспомнить файтинг Karateka и другие игры для персонального компьютера от компании Cinemaware: особой похвалы удостоились анимация, интересные виды для камеры обзора и реалистичные движения персонажей. Обозреватель журнала пишет, что, несмотря на отсутствие плавности, эти сцены весьма эффективны и, выдавая на экран всю важную информацию, отлично справляются со своей задачей. Бесконечные продолжения с лихвой компенсируют высокую сложность, однако среди отрицательных аспектов — излишне детализированные задние фоны, особенно на уровнях внутри помещений, поскольку такая слишком подробная графика делает многие ямы и бонусы совершенно незаметными. С июля по октябрь 1989 года игра занимала первое место в десятке лучших игр журнала Electronic Gaming Monthly, скатившись на вторую позицию лишь в ноябре, после восхождения бестселлера Mega Man 2. В своей рубрике «Лучшее и худшее 1989 года» издание назвало Ninja Gaiden победителем в таких номинациях как «Лучшая игра года для NES» и «Лучшая концовка в компьютерной игре среди всех консолей». Представители редакции объяснили свой выбор кинематографическими кат-сценами и уникальным геймплеем, а также добавили, что кульминация повествования по зрелищности не уступает лучшим фильмам, в то время как концовка оставляет пространство для сиквела, запланированного к выпуску в следующем году. Позже, в июне 1994 года, журнал поставил Ninja Gaiden на четвёртое место в своём специальном списке сложнейших игр всех времён и консолей.
«Легенда о ниндзя» побывала на обложке британского журнала Mean Machines за июль 1990 года, распространявшегося как ответвление издания Computer and Video Games. Обозреватель положительно отметил отличную графику с невероятными задними планами и спрайтами персонажей, особенно похвалив мультипликацию между актами, хорошо раскрывающую сюжетные обстоятельства происходящего. Высокую сложность он причислил к достоинствам игры, оговорившись однако, что при первом знакомстве игрокам придётся затратить значительное время на ознакомление с особенностями геймплея и на освоение управления. При всём при том, он подверг критике звуковое сопровождение, которое, по его словам, в плане качества не соответствует графике. В июле 1991 года журнал вновь оценивал игру, к тому времени уже сменившую название на Shadow Warriors. Авторы ревью положительно отозвались о детализации и анимации спрайтов персонажей; похвалили хорошую сложность. Среди прочих упомянутых достоинств — высокие стандарты геймплея, звук и общая глубина. Журнал заявил, что, несмотря на чересчур высокий уровень сложности, игроки не будут разочарованы, так как количество продолжений — не ограничено. Один из обозревателей провёл параллель с прошлогодним платформером Batman, где использована схожая механика прыжков по вертикальным поверхностям: графика проработана немного хуже по сравнению с «Бэтменом», но при этом остаётся такой же приятной. Он похвалил качество спрайтов и анимацию концепции «Театра Тэкмо», а также незабываемую атмосферу, создаваемую этими кат-сценами. Журнал пришёл к выводу, что это лучшая игра для NES аркадного стиля и лучшая игра про ниндзя для данной системы.
Немецкий журнал Power Play в августе 1991 года опубликовал своё мнение относительно игры, отыскав в ней как положительные, так и отрицательные качества. В статье подмечены скрупулёзное внимание к деталям и связанный со сложностью азарт, кроме того, рецензия заключает, что игрокам придётся развить в себе некоторые игровые навыки, прежде чем они смогут завершить прохождение. Тем не менее, журналу не понравилось «отсутствие разнообразия» и «однобокость геймплея», который по интересности сравним с «посещением налоговой службы». Российский «Великий Dракон» в ретроспективной статье 2000 года назвал игру «стоящей» и согласился с критикой по поводу чрезмерно высокой сложности: «Однозначно, новичкам лучше отложить эту игру и начать сразу со второй части. Она-то уже на нормальных людей рассчитана».

### Поздние рецензии
Новый всплеск интереса к игре произошёл в 2004 году, когда разработчики Tecmo объявили о выпуске оригинальной Ninja Gaiden в виде отдельных загружаемых эпизодов для мобильных телефонов, подключенных к операторам связи AT&T и Verizon, на платформах BREW и Java. Ремейк активно рекламировался на официальном сайте и должен был состоять из четырёх последовательных эпизодов, релиз планировался одновременно с переизданием другой старой игры компании — Tecmo Bowl. Первый эпизод, Ninja Gaiden Episode I: Destiny, стал доступным для скачивания уже 15 июля, включая в себя весь первый акт NES-версии с двумя новыми уровнями. Второй эпизод, намеченный на сентябрь, в итоге так и не появился. Третий и четвёртый — также были отменены. Версия для мобильных телефонов удостоилась как похвалы, так и критики. Обозреватели IGN и GameSpot подметили точность, с которой произошло портирование, подтвердив, что геймплей, графика и кинематографические вставки полностью сохранили стилистику оригинала. Им также понравилось управление, следуя обзорам, наилучшее среди всех мобильных приложений тех времён: из-за отсутствия способности персонажа приседать кнопка «вниз» удобно используется для применения вспомогательного оружия. Оба издания, тем не менее, подвергли критике качество звука, IGN отнёс это упущение к недоработкам Tecmo, тогда как GameSpot объяснил его ограниченными возможностями американских сотовых телефонов, неспособных поддерживать высококачественное звуковое сопровождение.
В марте 2004 года к игре обратился также журнал Retro Gamer, опубликовав большой обзор в преддверии выхода версии для Xbox. Авторы утверждают, что игра сломала застоявшееся представление об играх путём создания сюжета с кинематографическими сценами, вставленными между геймплейными частями. По их словам, данная концепция, использованная в стартовой заставке, между уровнями и в концовке стала абсолютно новой в индустрии и впервые по-настоящему впечатлила игровую общественность. И добавили по поводу высокой сложности: «Это потрясающий вызов даже для игроков-ветеранов, требующий не только впечатляющих игровых навыков, но и постоянной умственной работы».
Перед выходом версии для Virtual Console, в 2007 году, игра вновь была удостоена множества лестных отзывов, прежде всего за продуманный сюжет, обилие нарратива и кинематографические вставки в стиле аниме. Многие критики вновь усмотрели идентичность с «Кастельванией», отмечались схожий интерфейс с расположением шапки параметров вверху экрана; предметы, выпадающие из развешанных по уровням светильников; схожая система вспомогательного оружия. Сайт 1UP.com в своём обзоре заявил, что эти игры обладают разной динамикой, и многие действия, обычные для Ninja Gaiden, в Castlevania попросту невозможны. Многие современные издания сошлись во мнении по поводу революционности игры, согласившись с новизной кат-сцен, высоким качеством музыки и с присутствием незабываемой мрачной атмосферы. Из отрицательных качеств в рецензиях всегда упоминается высокая сложность, особенно на поздних уровнях, которые, как считает 1UP.com, попросту насмехаются над игроком. Обозреватель GameSpot отмечает, что «игра разобьёт игрока в пух и прах», придётся вновь и вновь начинать сначала, безрезультатно пытаться преодолеть коварно расставленных противников и выживать в яростных сражениях с боссами. Как утверждается в ревью, в самом начале игра сравнительно проста, но где-то с середины второго акта сложность резко возрастает и продолжает расти до самого конца; последний акт журналист называет «днищем игрокского ада». Однако в конце статьи автор приходит к выводу, что излишне высокий уровень сложности компенсируется захватывающим геймплеем.
С момента разработки игры прошло более чем двадцать лет, но, несмотря на это, она до сих пор продолжает фигурировать в различных опросниках и хит-парадах. Так, в 2006 году сайт Joystiq на основе голосования с участием 12 тысяч игроков поставил игру на десятое место в списке лучших игр для NES. Портал IGN назвал Ninja Gaiden в числе лучших платформеров всех времён и семнадцатой лучшей игрой для NES за всю историю консоли. Журнал Game Informer в своём сотом юбилейном выпуске поместил её на 93-ю позицию списка величайших игр всех времён. В списке двухсот величайших игр своего времени, составленном журналом Electronic Gaming Monthly, «Легенды о ниндзя» не оказалось, хотя позже редакция призналась, что специально исключила игру. Впоследствии платформер был помещён ими на шестнадцатое место списка 25-и самых популярных наименований, которые, по мнению издания, не заслуживают называться великими. В частности, они припомнили игре копирование идей Castlevania. В 2005 году журнал Nintendo Power поставил Ninja Gaiden на 89-е место в хит-параде лучших игр для консолей Nintendo. В августе 2008-го они же назвали игру десятой лучшей для приставки NES, похвалив геймплей и революционные для своего времени кинематографические кат-сцены. Сайт IGN увековечил также и музыкальное сопровождение игры, поместив его в свою подборку «Лучшие 8-битные саундтреки».
Редакторы Nintendo Power в 2010 году чествовали игру в ноябрьском выпуске журнала, посвящённом 25-летнему юбилею приставки NES. Особенно положительно ими была отмечена американская обложка, на которой изображён ниндзя на фоне объятого огнём города, — она, в соответствии с их предпочтениями, находится в числе любимейших дизайнов библиотеки консоли. Главный редактор Крис Слэйт кроме обложки похвалил ещё и высокую сложность с бесконечно появляющимися противниками и птицами, стремящимися столкнуть персонажа в пропасть. Кроме того, он одобрительно отозвался о других элементах геймплея, таких как лазанье по стенам и применение техник нимпо, а наивысшей оценки удостоил начальную заставку, сцену, в которой два ниндзя при свете луны взмывают в воздух, чтобы скрестить свои мечи в последнем смертельном поединке. «Ninja Gaiden была настолько крутой, насколько только могла быть 8-битная игра. В особенности для повёрнутых на ниндзя детей 1980-х годов, таких как я, хранящих замусоленные видеокассеты с фильмом „Входит ниндзя“».

## Связанные релизы

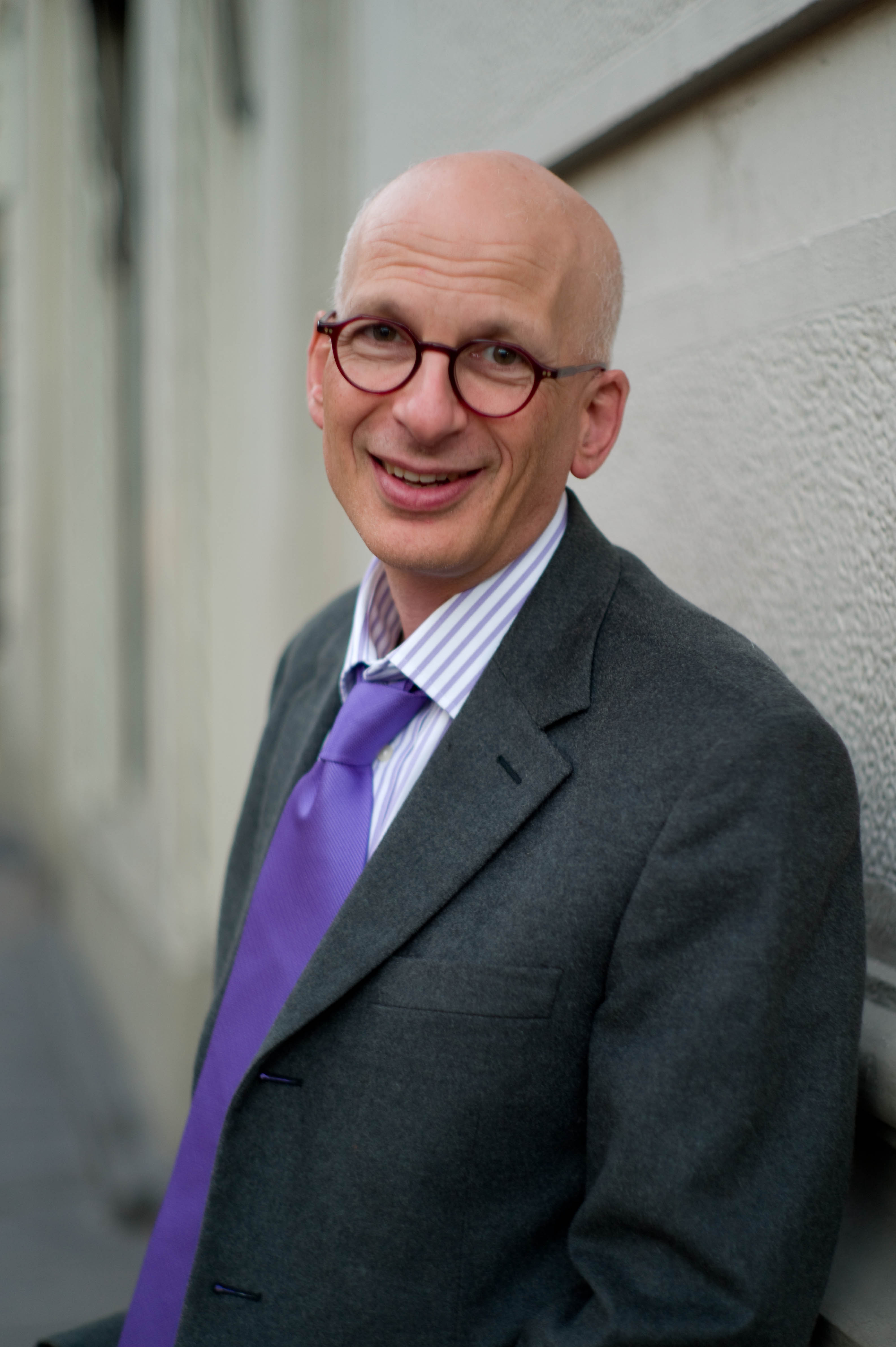
Сет Годин (F. X. Nine) выпустил роман на основе Ninja Gaiden как часть Worlds of Power, серии книг по играм NES

В 1990 году издательством Scholastic была опубликована новеллизация Ninja Gaiden как часть серии Worlds of Power, авторами которой выступили писатели Сет Годин и Питер Лерангис, упомянутые под псевдонимами F. X. Nine и A. L. Singer соответственно. Как и в других книгах данной серии, представленный уровень насилия по сравнению с игрой подвергся резкому сокращению, поскольку издатели сочли некоторые сцены неподходящими для юной аудитории. Книга следует сюжету игры не точно, например, отец главного героя, погибший в оригинале, здесь остаётся живым и спасается из рушащегося храма. Годин объяснил такой поворот истории тем обстоятельством, что изменённая концовка лучше соответствует настроению Worlds of Power, к тому же, авторам попросту не хотелось оставлять Рю без отца. Обложка книги почти такая же, как и североамериканская обложка игры, единственное отличие заключается лишь в том, что из левой руки персонажа пропал кунай — он как будто наносит удар по воздуху плотно сжатым кулаком.
Отдельный диск с саундтреком из игры, получивший название Ninja Ryukenden: Tecmo GSM-1, был выпущен в феврале 1989 года компанией Pony Canyon. Первая половина диска представляет собой смесь из аранжированных мелодий, тогда как на второй записаны существенно улучшенные версии тех же композиций с поддержкой стереозвука и дополнительными каналами импульсно-кодовой модуляции. Кроме всего прочего, в качестве бонуса на CD представлена музыка из аркадной версии.
«Легенда о ниндзя» дважды фигурирует в художественном фильме «Волшебник», снятом в 1989 году студией Carolco Pictures. В первом случае главного героя повествования показывают играющим в неё на аркадном автомате, установленном в придорожной забегаловке. Потом, после некоторого развития сюжета, протагонист участвует в чемпионате по компьютерным играм, где Ninja Gaiden является игрой на квалификационный раунд.